# 比阿特丽斯·索萨
比阿特丽斯·罗德里格斯·德索萨（葡萄牙語：Beatriz Rodrigues de Souza，1998年5月20日—），巴西女子柔道运动员，2021年世界柔道锦标赛女子78公斤以上级铜牌得主、2022年世界柔道锦标赛女子78公斤以上级银牌得主、2023年世界柔道锦标赛女子78公斤以上级铜牌得主。